# Город принял (фильм)
«Город принял» — советский художественный фильм Вячеслава Максакова, снятый в 1979 году. Экранизация одноимённой повести братьев Вайнеров.

## Сюжет
Фильм рассказывает об обычном дне дежурной группы московской милиции. Действие происходит в 1979 году. Старший инспектор Управления уголовного розыска капитан милиции Станислав Тихонов неожиданно встречает свою первую любовь Риту Ушакову — врача и судебно-медицинского эксперта. Сегодня её первое дежурство. А вот друг Станислава, следователь прокуратуры Анатолий Скуратов, дежурит в последний раз; устав от «суровой романтики», он решил уйти в аспирантуру. За день группа раскрывает несколько самых разных преступлений: мошенничество, разбойное нападение на квартиру, ловит телефонного хулигана и оказывает помощь роженице. Параллельно идёт расследование вооруженного ограбления сберкассы, организовал которое матерый уголовник Шувалов.
При задержании Шувалова Анатолий Скуратов получает огнестрельное ранение. В конце фильма «голос за кадром» рассказывает о том, что через полтора месяца Скуратов выздоровел, а о своём уходе в аспирантуру периодически говорит только по привычке, оставаясь на своём посту следователя прокуратуры.
Тот же «голос за кадром» сообщает, что больше Станислав Тихонов и Рита Ушакова в одно дежурство никогда не попадали.
Этими эпизодами ограничивается та небольшая часть достаточно объёмной повести братьев Вайнеров, которая была экранизирована Вячеславом Максаковым.

## В ролях
— главная роль
| Актёр                  | Роль                                                                                       |
| ---------------------- | ------------------------------------------------------------------------------------------ |
| Михаил Чигарёв         | Станислав Павлович Тихонов, капитан милиции, старший оперуполномоченный уголовного розыска |
| Инна Аленикова         | Маргарита Борисовна Ушакова, врач (озвучивала Галина Польских)                             |
| Александр Пороховщиков | Анатолий Иванович Скуратов, юрист 1-го класса, следователь прокуратуры Москвы              |
| Виктор Шульгин         | Григорий Иванович Севергин, подполковник милиции, оперативный дежурный по городу           |
| Николай Граббе         | Ной Маркович Халецкий, эксперт-криминалист                                                 |
| Георгий Николаенко     | Александр Задирака, старший сержант милиции, водитель оперативной машины                   |
| Анатолий Наврузов      | Юрий Одинцов, старшина, инспектор-кинолог                                                  |
| Александр Адабашьян    | Рудольф Вышеградский («Марчелло»), мошенник                                                |
| Руслан Ахметов         | Дубровский, капитан милиции, дежурный на пульте                                            |
| Нина Веселовская       | родственница пострадавшей при грабеже                                                      |
| Валериан Виноградов    | Владимир Иванович Дементьев, дежурный ГАИ                                                  |
| Валентина Воилкова     | потерпевшая (девушка, семье которой досаждал телефонный хулиган)                           |
| Расми Джабраилов       | эпизод                                                                                     |
| В. Денисов             | помощник следователя                                                                       |
| Владимир Дёмин         | муж роженицы                                                                               |
| Геннадий Донягин       | Никаноров Василий Семёнович, следователь                                                   |
| Сергей Ельцов          | потерпевший от аферы с мотоциклом «Ява» (озвучивал Михаил Кокшенов)                        |
| Зоя Исаева             | эпизод                                                                                     |
| Андрей Карташов        | лейтенант милиции                                                                          |
| Борис Кордунов         | Давыдов, подполковник милиции, оперативный дежурный по городу                              |
| Мария Кремнева         | эпизод                                                                                     |
| Татьяна Кузнецова      | эпизод                                                                                     |
| Владимир Кузнецов      | подручный «Беса»                                                                           |
| Елизавета Кузюрина     | соседка - свидетельница квартирного грабежа                                                |
| Валерий Лысенков       | потерпевший от аферы с мотоциклом «Ява» (озвучивал Анатолий Веденкин)                      |
| Павел Махотин          | эпизод                                                                                     |
| Олег Мокшанцев         | полковник милиции                                                                          |
| Станислав Михин        | помощник следователя                                                                       |
| Юрий Потёмкин          | Михаил Серостанов, член банды, ограбившей сберкассу                                        |
| Виктор Рождественский  | член следственной группы по квартирному грабежу                                            |
| Борис Сморчков         | таксист                                                                                    |
| Данута Столярская      | пострадавшая при квартирном грабеже                                                        |
| Александр Сысоев       | Сергей Иванович Фомин («Бес»), квартирный грабитель                                        |
| Игорь Сыхра            | Алексей Серостанов, член банды, ограбившей сберкассу                                       |
| Михаил Феоктистов      | следователь                                                                                |
| Виктор Филиппов        | майор милиции, дежурный                                                                    |
| Клавдия Хабарова       | мать шантажируемой девушки                                                                 |
| Юрий Шерстнёв          | Пётр Егорович Шувалов, бандит-рецидивист, глава банды, ограбившей сберкассу                |
| Александр Хочинский    | эпизод (отсутствует в титрах)                                                              |

## Съемочная группа
- Режиссёр-постановщик: Вячеслав Максаков
- Авторы сценария: Георгий Вайнер, Аркадий Вайнер
- Операторы: Леонид Крайненков, Анатолий Климачев
- Художник-постановщик: Геннадий Мясников
- Композитор: Владимир Комаров
- Текст песни: Ольга Писаржевская, Анатолий Монастырёв
- Звукооператор: Александр Погосян
- Дирижёр: Сергей Скрипка
- Режиссёр: Юрий Топалер
- Монтаж: В. Кулагин
- Грим: А. Тетюркин
- Костюмы: Наталья Личманова
- Комбинированные съёмки: оператор В. Евстигнеев
- Главный консультант: генерал-майор милиции А. Волков
- Консультанты: полковники милиции Олег Ёркин, И. Маслов
- Редактор: Израиль Цизин
- Музыкальный редактор: Мина Бланк
- Директор: Борис Орешкин

## Музыка
В начале и в конце фильма звучит песня «Мой город» (авторы текста — Ольга Писаржевская, Анатолий Монастырев).

## Критика
В 1984 году один из кинокритиков оценивал фильм весьма негативно: 
...надо признать, что никаких новых чувств она [кинокартина] не привносит. В ней время словно застыло, и сквозь стремительные погони и перестрелки проглядывает тишь и гладь мысли, крошечной и невнятной.Л. Фрейдлин
Вместе с тем, в 2019 году другой кинокритик оценил роль Александра Пороховщикова как одну из лучших его ролей, определяющей его амплуа:
Его амплуа в 1970-х можно обозначить как «голос разума и мужественной интеллигентности» — скажем,  в детективе Вячеслава Максакова «Город принял», в роли следователя прокуратуры, который видит всех насквозь, как под рентгеновскими лучами. В финале раненный бандитской пулей персонаж Пороховщикова лежит на больничной койке, забинтованный и беспомощный, улыбаясь друзьям нежной беззащитной улыбкой, которую невозможно было заподозрить в этом железном человеке.Лидия Маслова

### Для дополнительного чтения
- «Город принял» // Киномеханик : журнал. — М. : Искусство, 1980. — № 8. — С. 47. — 74 300 экз. — ISSN 0023-1681.